# Remigiusz Kowalik
Remigiusz Marek Kowalik – polski inżynier, doktor habilitowany nauk technicznych.

## Życiorys
W 2000 r. ukończył studia inżynierii metalurgiczne w Akademii Górniczo-Hutniczej im. Stanisława Staszica, w 2006 r. obronił pracę doktorską, w 2016 r. habilitował się na podstawie pracy zatytułowanej Elektrochemiczna synteza powłok półprzewodnikowych z roztworów wodnych.
Został zatrudniony w Akademii Górniczo-Hutniczej im. Stanisława Staszica w Krakowie, oraz należy do Rady Dyscypliny Naukowej - Inżynierii Materiałowej AGH.